# تام رایس
تام رایس (به انگلیسی: Tom Rice) نمایندهٔ حوزه انتخابیه هفتم کارولینای جنوبی از حزب جمهوری‌خواه ایالات متحده آمریکا در مجلس نمایندگان ایالات متحده آمریکا است که برای نخستین‌بار در ۶ ژانویه ۲۰۱۳ میلادی به‌عضویت این مجلس درآمد.